# You thought you knew me by now
You thought you knew me by now is het debuutalbum van The voice of Holland-winnaar Ben Saunders. Het album werd 21 april 2011 uitgebracht en kwam een week later op nummer 1 binnen in de Nederlandse Album Top 100. Het album bevat onder andere zijn eerste 3 nummer 1-hits.

## Hitnotering

### NederlandseAlbum Top 100
| Hitnotering (week 1 t/m 19): 30-04-2011 t/m 03-09-2011 Hitnotering (week 20): 01-10-2011 Hitnotering (week 21 t/m 25): 31-12-2011 t/m 28-01-2012 | Hitnotering (week 1 t/m 19): 30-04-2011 t/m 03-09-2011 Hitnotering (week 20): 01-10-2011 Hitnotering (week 21 t/m 25): 31-12-2011 t/m 28-01-2012 | Hitnotering (week 1 t/m 19): 30-04-2011 t/m 03-09-2011 Hitnotering (week 20): 01-10-2011 Hitnotering (week 21 t/m 25): 31-12-2011 t/m 28-01-2012 | Hitnotering (week 1 t/m 19): 30-04-2011 t/m 03-09-2011 Hitnotering (week 20): 01-10-2011 Hitnotering (week 21 t/m 25): 31-12-2011 t/m 28-01-2012 | Hitnotering (week 1 t/m 19): 30-04-2011 t/m 03-09-2011 Hitnotering (week 20): 01-10-2011 Hitnotering (week 21 t/m 25): 31-12-2011 t/m 28-01-2012 | Hitnotering (week 1 t/m 19): 30-04-2011 t/m 03-09-2011 Hitnotering (week 20): 01-10-2011 Hitnotering (week 21 t/m 25): 31-12-2011 t/m 28-01-2012 | Hitnotering (week 1 t/m 19): 30-04-2011 t/m 03-09-2011 Hitnotering (week 20): 01-10-2011 Hitnotering (week 21 t/m 25): 31-12-2011 t/m 28-01-2012 | Hitnotering (week 1 t/m 19): 30-04-2011 t/m 03-09-2011 Hitnotering (week 20): 01-10-2011 Hitnotering (week 21 t/m 25): 31-12-2011 t/m 28-01-2012 | Hitnotering (week 1 t/m 19): 30-04-2011 t/m 03-09-2011 Hitnotering (week 20): 01-10-2011 Hitnotering (week 21 t/m 25): 31-12-2011 t/m 28-01-2012 | Hitnotering (week 1 t/m 19): 30-04-2011 t/m 03-09-2011 Hitnotering (week 20): 01-10-2011 Hitnotering (week 21 t/m 25): 31-12-2011 t/m 28-01-2012 | Hitnotering (week 1 t/m 19): 30-04-2011 t/m 03-09-2011 Hitnotering (week 20): 01-10-2011 Hitnotering (week 21 t/m 25): 31-12-2011 t/m 28-01-2012 | Hitnotering (week 1 t/m 19): 30-04-2011 t/m 03-09-2011 Hitnotering (week 20): 01-10-2011 Hitnotering (week 21 t/m 25): 31-12-2011 t/m 28-01-2012 | Hitnotering (week 1 t/m 19): 30-04-2011 t/m 03-09-2011 Hitnotering (week 20): 01-10-2011 Hitnotering (week 21 t/m 25): 31-12-2011 t/m 28-01-2012 | Hitnotering (week 1 t/m 19): 30-04-2011 t/m 03-09-2011 Hitnotering (week 20): 01-10-2011 Hitnotering (week 21 t/m 25): 31-12-2011 t/m 28-01-2012 | Hitnotering (week 1 t/m 19): 30-04-2011 t/m 03-09-2011 Hitnotering (week 20): 01-10-2011 Hitnotering (week 21 t/m 25): 31-12-2011 t/m 28-01-2012 |
| Week: | 1 | 2 | 3 | 4 | 5 | 6 | 7 | 8 | 9 | 10 | 11 | 12 | 13 | 14 |
| --- | --- | --- | --- | --- | --- | --- | --- | --- | --- | --- | --- | --- | --- | --- |
| Positie: | 1 | 2 | 3 | 5 | 8 | 12 | 14 | 15 | 9 | 13 | 14 | 29 | 36 | 38 |
| Week: | 15 | 16 | 17 | 18 | 19 | | 20 | | 21 | 22 | 23 | 24 | 25 | |
| Positie: | 49 | 56 | 47 | 84 | 94 | uit | 97 | uit | 61 | 59 | 73 | 84 | 77 | uit |